# پایگاه نیروی هوایی مک‌کانل
پایگاه نیروی هوایی مک‌کانل (به انگلیسی: McConnell Air Force Base) یک فرودگاه پایگاه نیروی هوایی است . این فرودگاه در شهر ویچیتا کشور ایالات متحده آمریکا قرار دارد .